# Schmoritz
Die (oder auch der) Schmoritz, obersorbisch Žmórc oder Šmórc, ist ein 410,5 Meter hoher Berg in der nördlichen Bergkette des Lausitzer Berglandes im östlichen Sachsen unweit von Bautzen.

## Lage
Nachbarberge sind der etwas höhere Drohmberg im Westen und der niedrigere Mehltheuerberg im Nordosten. Im Südosten schließt sich die Czornebohkette an. Am Fuß der Schmoritz liegen die Orte Binnewitz im Nordwesten, Mehltheuer im Norden, Pielitz im Osten, Großkunitz im Südosten und Kleinkunitz sowie Cosul im Süden. Der Gipfel befindet sich auf dem Territorium der Gemeinde Großpostwitz.

## Name
Der Name Schmoritz bzw. Žmórc geht auf das sorbische Wort šmrěk (regional šmrjok) für „Fichte“ zurück und bezeichnet einen von Fichtenwald bestandenen Ort. Der sorbische Name ist männlich; im Deutschen ist sowohl der männliche als auch der weibliche Artikel im Gebrauch.

## Geschichte

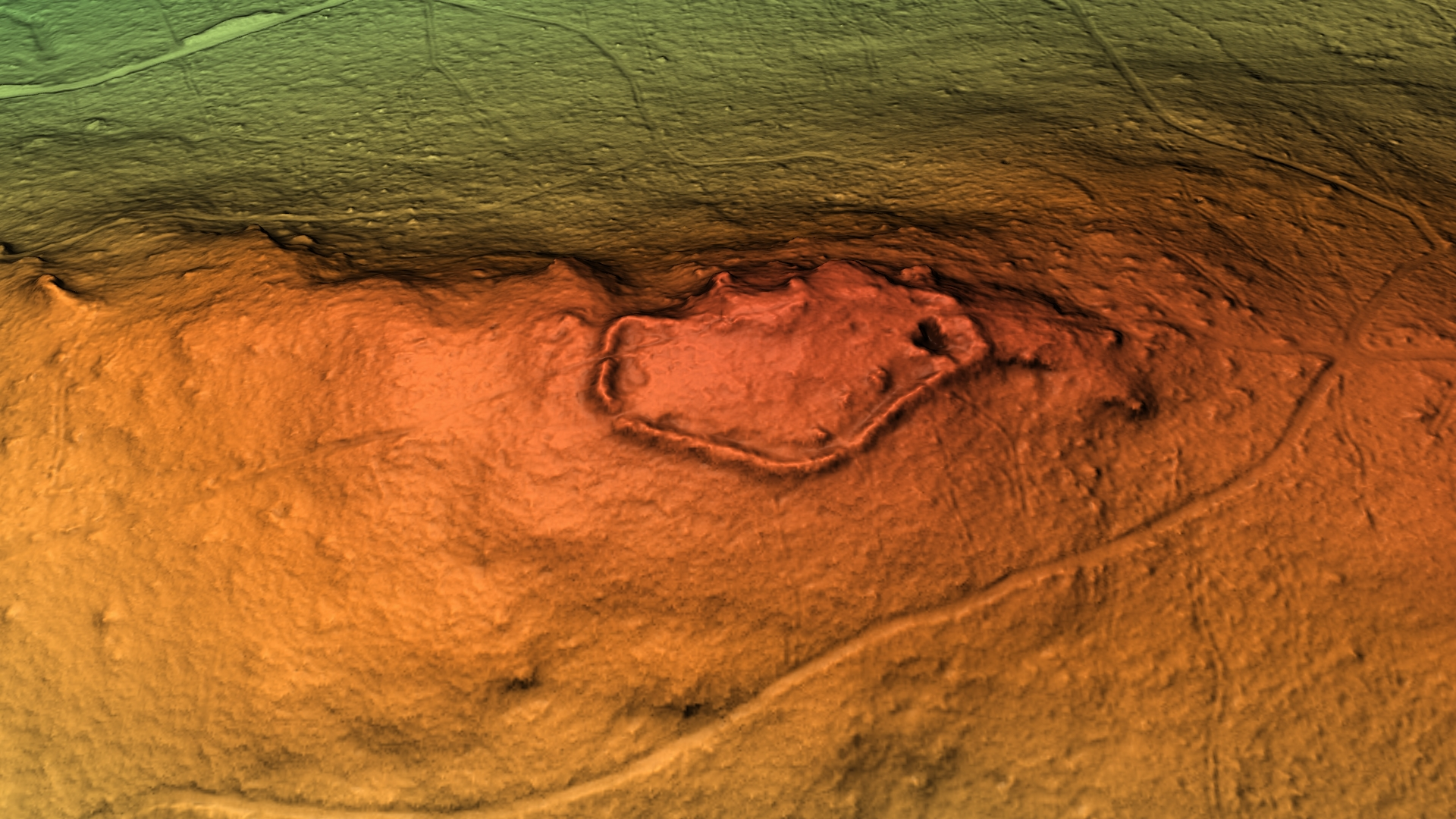
3D-Ansicht des digitalen Geländemodells

Auf der Schmoritz befindet sich ein steinerner, aus Granitblöcken errichteter Doppelringwall, dessen Urheberschaft nicht geklärt ist, der jedoch in slawischer Zeit als Gipfelburg in Gebrauch war. Der innere Wall hat einen Durchmesser von 60 bis 90 Meter und eine Höhe von bis zu drei Metern. Der äußere Wall misst etwa 170 Meter im Durchmesser. Im Zentrum des inneren Walles befindet sich eine künstlich ausgehobene Grube, die als Diebeskeller oder Räuberhöhle bezeichnet wird. Laut der Sage stand hier einst eine Burg, die durch einen unterirdischen Gang mit Bautzen verbunden war. Bei Untersuchungen durch Richard Needon in den Jahren 1904–06 wurden unter anderem Eisenschlacke, Holzkohle, Reste kleiner Schmelztiegel und Keramik gefunden.
Im Jahr 1584 kaufte die Stadt Bautzen das Dorf Mehltheuer mitsamt der Schmoritz als Ersatz für den durch den Oberlausitzer Pönfall verlorenen Drohmberg und nutzte den Bergwald als Forstrevier.
Die gesamte Anlage ist stark überwachsen und seit 1971 als Bodendenkmal geschützt.

Impressionen
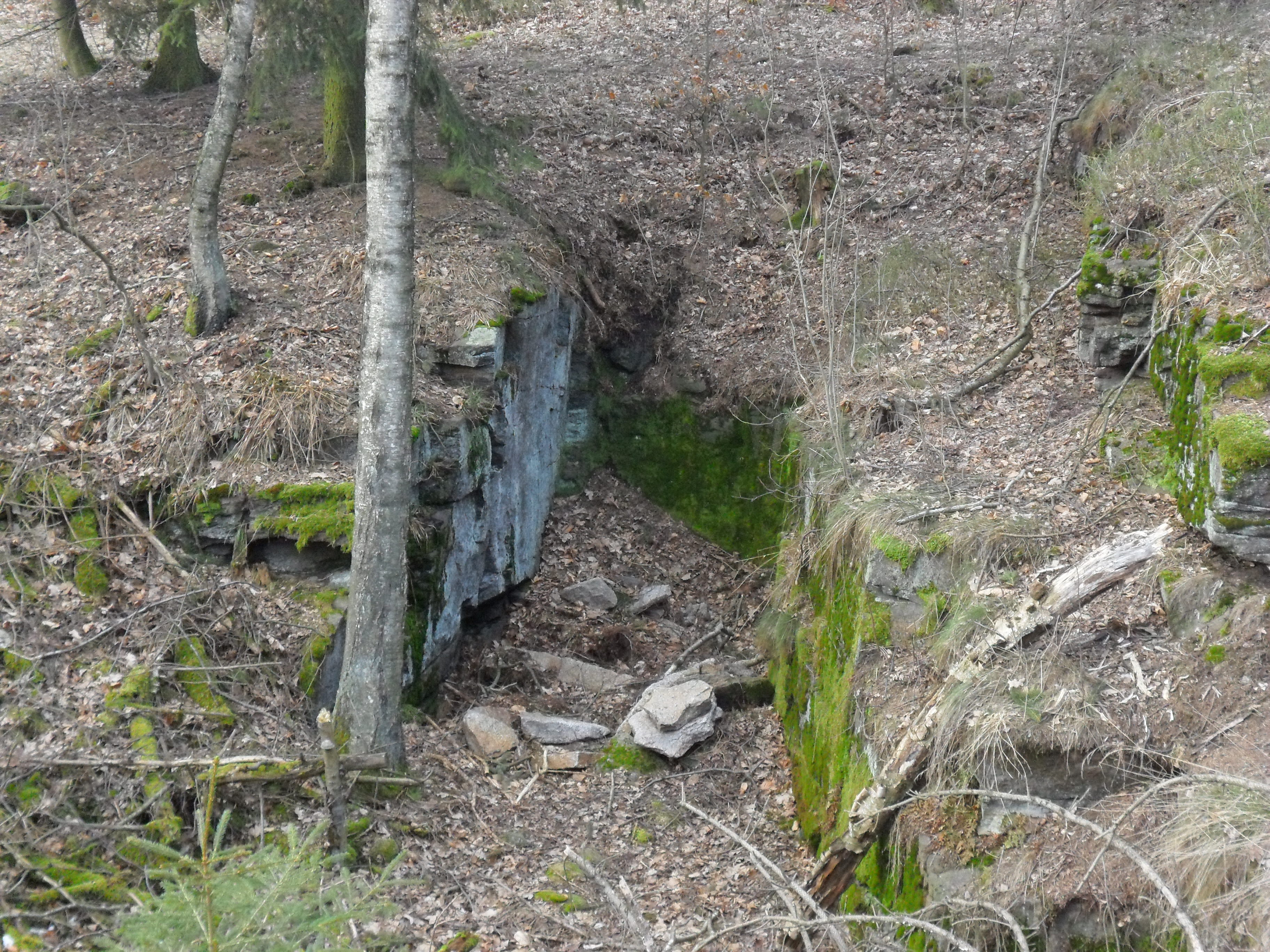
Granit-Einschnitt, auch Räuberhöhle genannt, auf dem Gipfel der Schmoritz
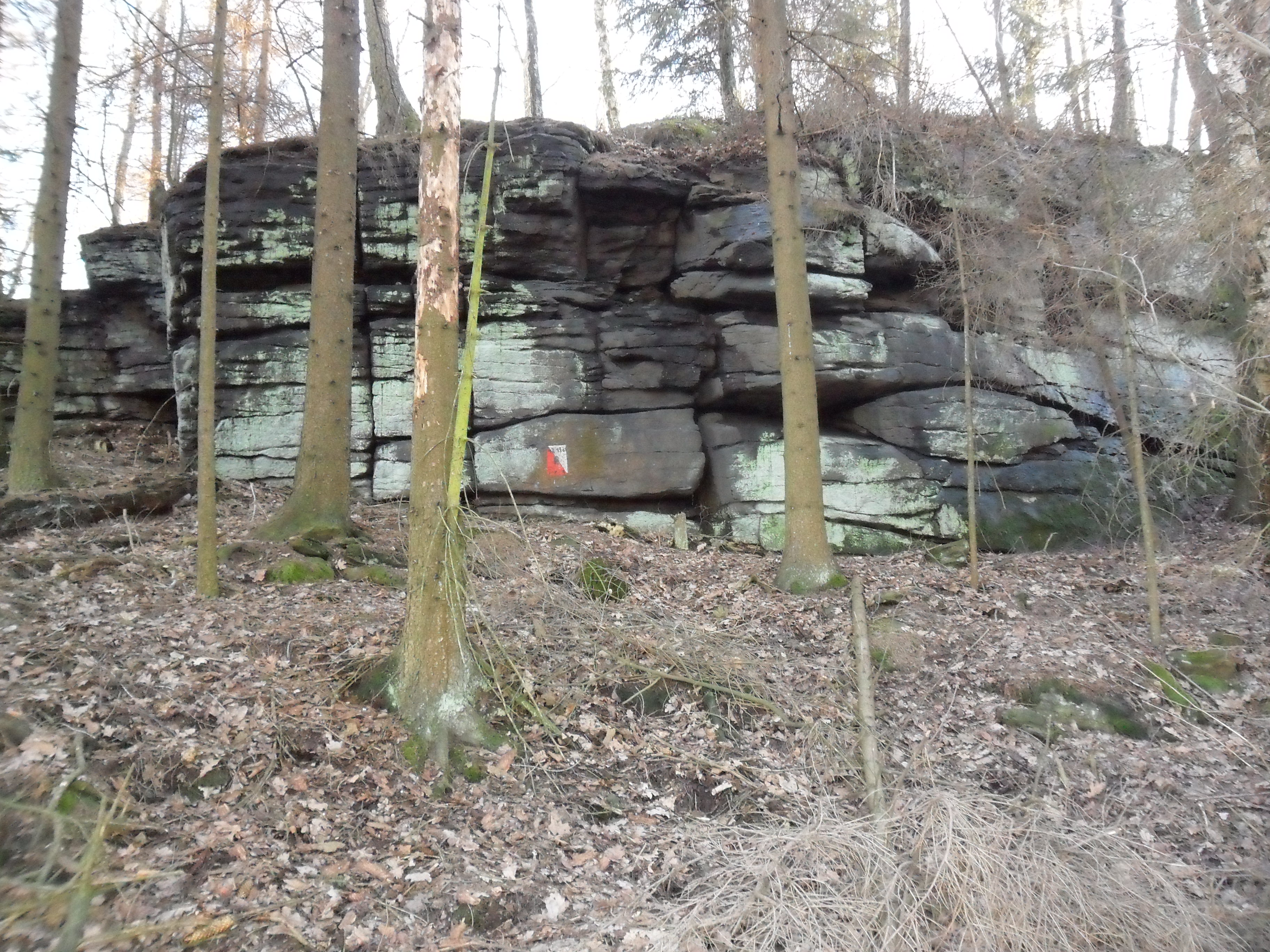
Felswand auf der Schmoritz, mit zirka 5 m Höhe
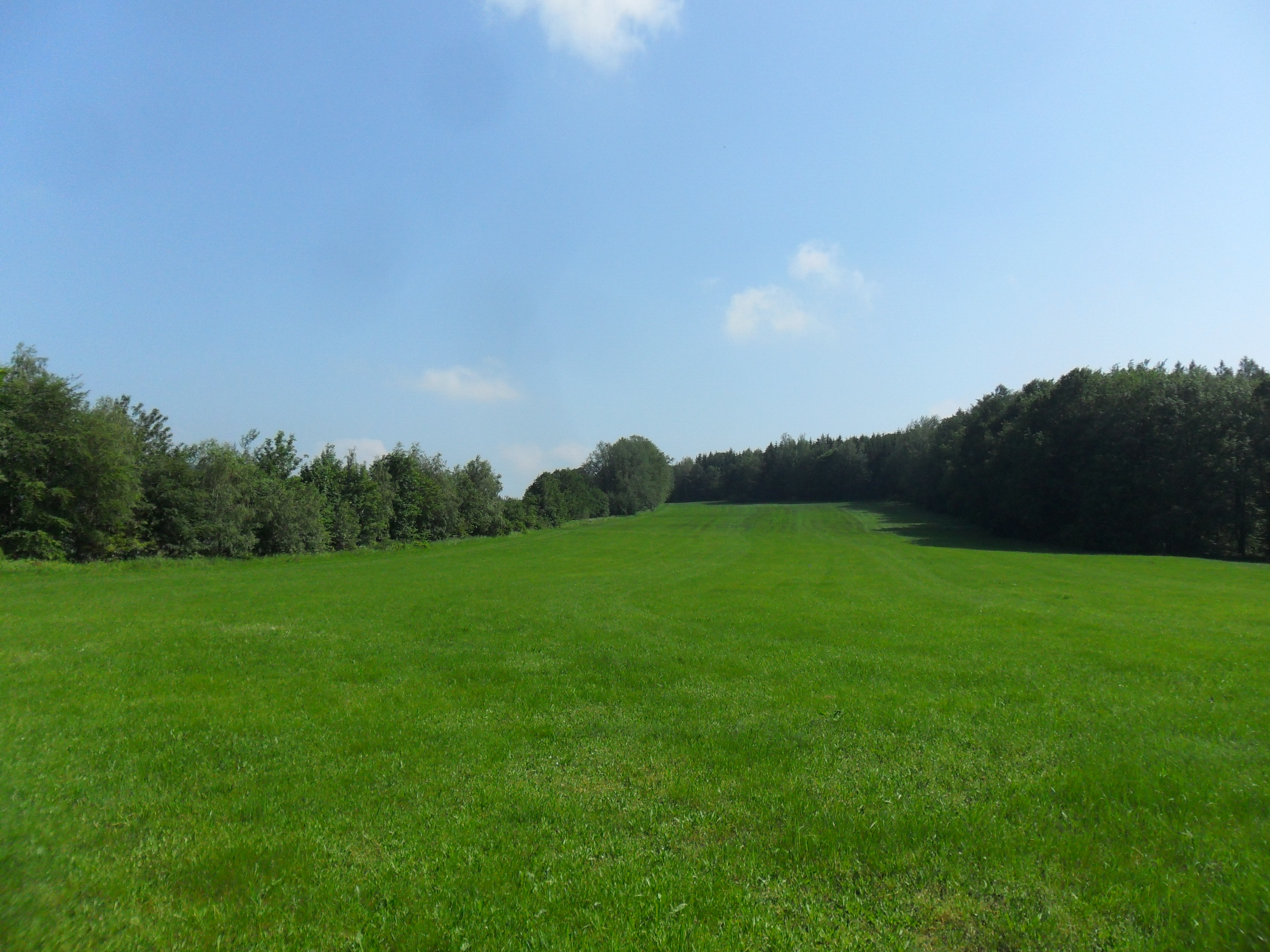
Wiese am Nordhang der Schmoritz, nahe bei Mehltheuer
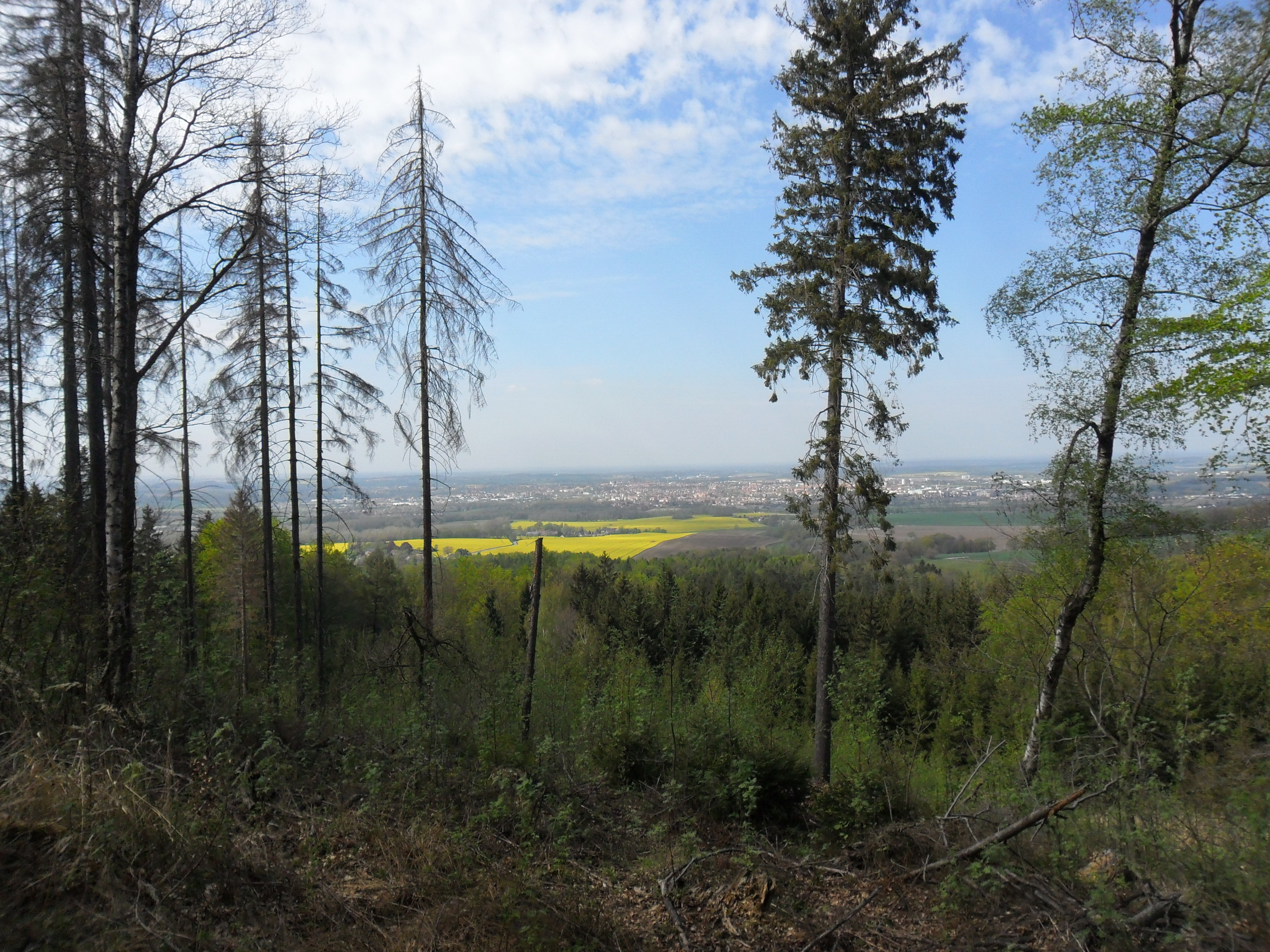
Blick auf Bautzen, direkt vom Gipfel der Schmoritz
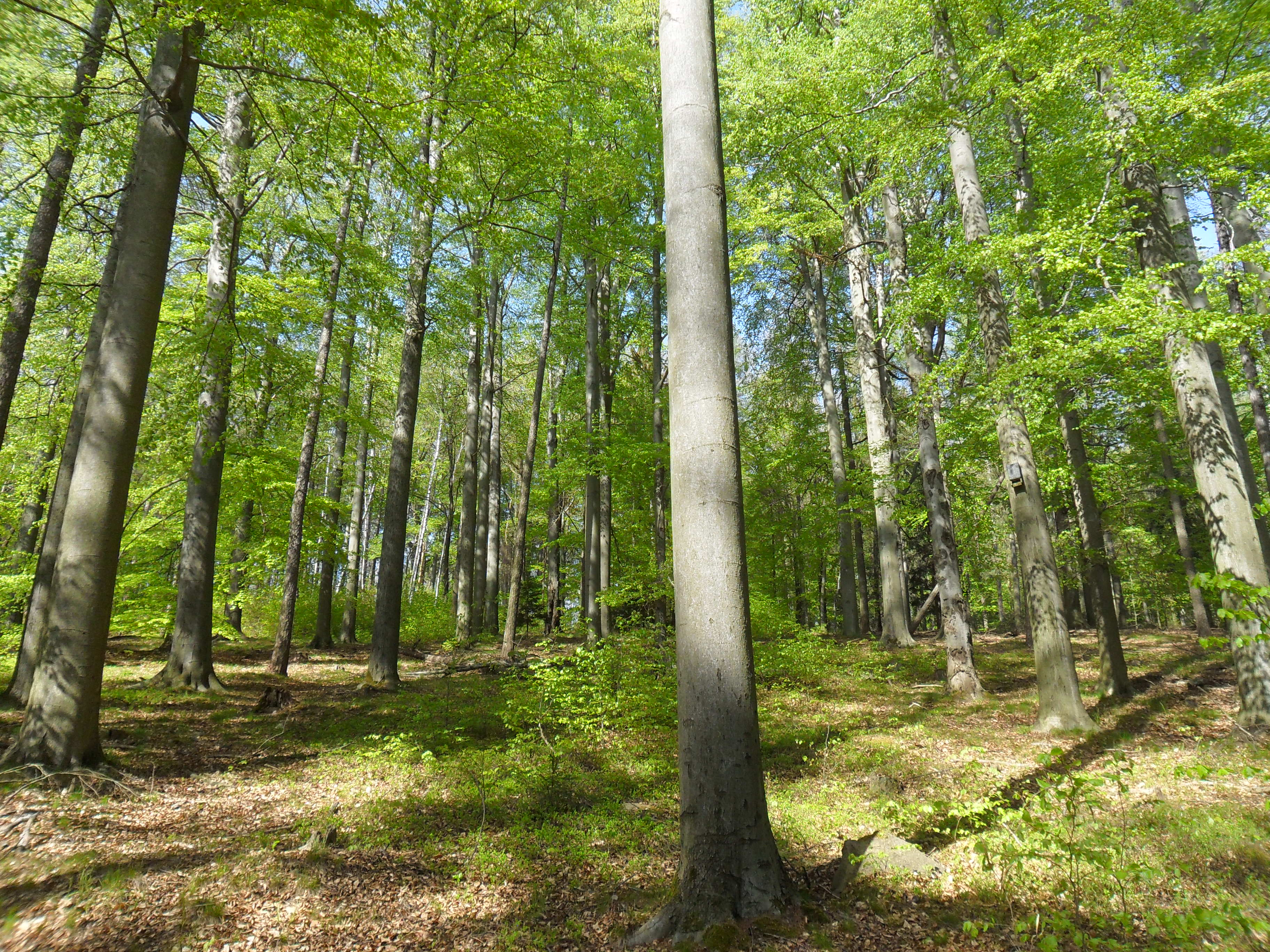
Naturdenkmal am Südhang, alter Buchenbestand aus dem 19. Jahrhundert
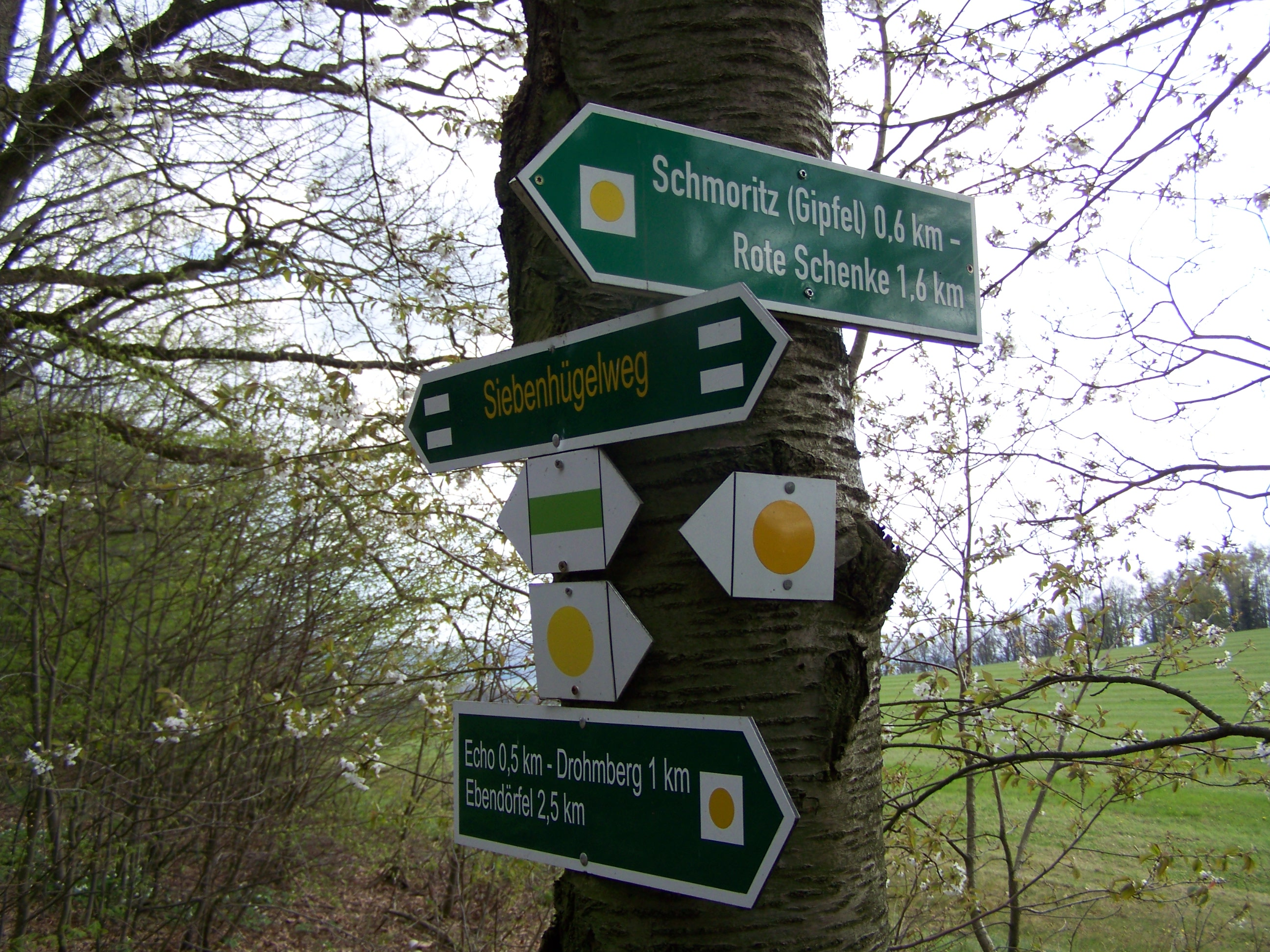
Beschilderung Wanderweg zur Schmoritz, Westhang am Sattel zum Drohmberg
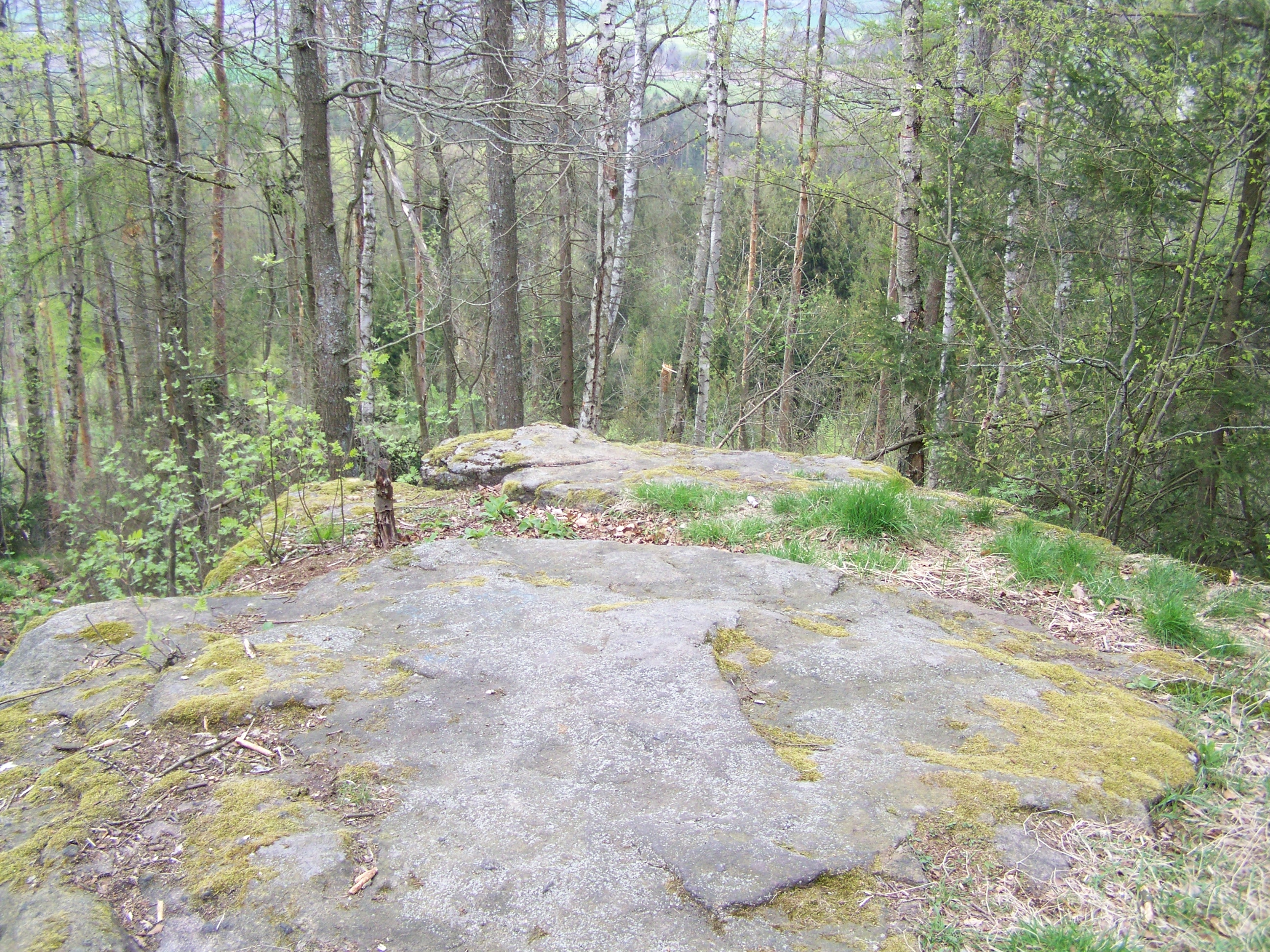
Gipfelstein der Schmoritz, auf zirka 410 m ü. NHN
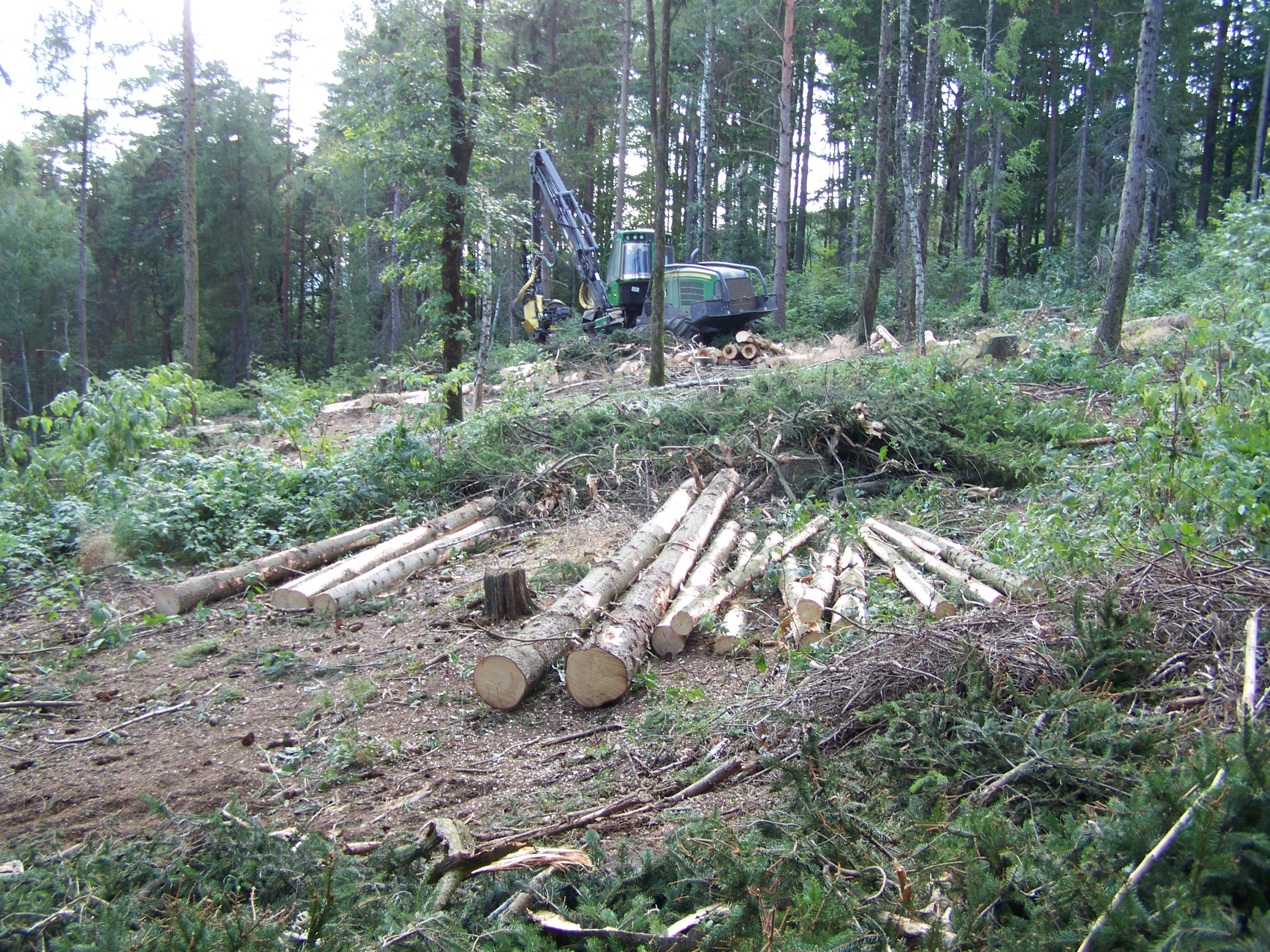
Harvester am Osthang der Schmoritz Richtung Schafberg